# A Christmas Carol (film 1954)
A Christmas Carol è un film per la televisione del 1954 per la serie Shower of Stars, diretto da Ralph Levy.
Basato sul romanzo Canto di Natale (A Christmas Carol) di Charles Dickens, è il più notevole tra i primi adattamenti televisivi del racconto di Charles Dickens, che fin dal 1943 si era imposto come un classico natalizio alla televisione americana.
Tutte le prime versioni televisive furono trasmesse in diretta e di esse non restano che scarni resoconti e qualche rara fotografia. Questa produzione, allestita con grande cura e dispendio di mezzi, fu una delle prime ad essere registrate e quindi ad essere sopravvissuta, dopo quella con Taylor Holmes e Vincent Price del 1949. Fu anche la prima versione musicale con musiche di Bernard Herrmann e liriche di Maxwell Anderson e la partecipazione del Roger Wagner Chorale.
Protagonista è il celebre attore statunitense Fredric March, che per questa interpretazione fu candidato all'Emmy Award "for Best Single Performance by an actor". Basil Rathbone ha una piccola parte come lo spettro di Marley. Il cantante-attore Ray Middleton è impegnato nella duplice parte di "Fred" e dello "Spirito del Natale Presente". Anche a Sally Fraser è dato un duplice ruolo, quello di "Belle" e dello "Spirito del Natale Passato", mentre lo "Spirito del Natale Passato" è sostituito da uno storno bianconero che conduce Scrooge a vedere la propria tomba e quella di Tiny Tim. Ad interpretare i figli di Bob Cratchit (Bob Sweeney) sono alcuni tra i migliori attori bambini americani del periodo: il boy soprano Christopher Cook (Tiny Tim) e due coppie di fratelli/sorelle (Peter Miles e Janine Perreau, e Bonnie Franklin e Judy Franklin).

## Trama
L'avaro e gretto Ebenezer Scrooge, alla vigilia di Natale, non vuole fare la carità né è intenerito dalla visita di un nipote. Tornato a casa, Scrooge vede il fantasma del suo ex socio che lo mette in guardia. La notte, verrà poi visitato da tre spiriti: lo spirito del Natale passato, lo spirito del Natale presente e lo spirito del futuro che lo attende se non cambia atteggiamento verso gli altri.

## Produzione
Il film fu prodotto negli Stati Uniti da CBS Television Network e Desilu Productions.

## Distribuzione
Il film fu trasmesso negli Stati Uniti su CBS Television Network, il 23 dicembre 1954.